# 제8전구지원사령부
제8전구지원사령부(8th Theater Sustainment Command)는 미국 태평양 육군의 전구지원사령부로서 포트 샤프터에 본부를 두고 아시아-태평양 지역에 있는 모든 육군 부대에 대한 지원하는 임무를 수행한. "Sustain the Force→전력을 유지한다"

## 역사

### 주한 미군
KCOMZ를 대채하여 제8군 지원사령부로 설립되어 1955년 7월부터 1957년 10월 1일까지 존재하였고, 제7군수사령부로 재편성되었다. 1964년 8월 1일, 제7군수사령부는 제8군은 서울시와 경기도, 강원도 북부를 전방, 그 외 지역을 후방으로 지정하고 후방 지역을 관리할 사령부로서 창사령부(EADC)와 후방본부(EAR)를 창설하였다. 베트남 전쟁이 발발하여 베트남 공화국에 배치된 주월 미국 육군 부대를 위한 군수지원부대 중의 하나로 지정되었다.
1968년 3월 1일, 제8야전군지원사령부가 창설되었다.  5월 3일, 어깨 소매 휘장이 수여되었다.
1969년 11월 5일, 제8야전군지원사령부와 제8군 창사령부와 후방본부를 통합하기 위한 임시 "한국 지원사령부"(KORSCOM) 조직 계획이 수립되었다. 이듬해 1970년 3월 1일, 제19종합지원단이 용산 기지에서 해산하고 USAG 용산사령부 (임시)가 창설되었다.
3월 11일, 대구직할시 캠프 헨리에서 운영을 시작하여 관할 예하사령부의 범위가 부산에서 의정부로 늘어났다. 중첩 임무가 정리된 제8군 창사령부와 후방본부는 해산하였다. 제19종합지원단은 4월 1일에에서 재소집되었다. 제8야전군지원사령부는 1971년 6월 21일에 워싱턴주의 포트 루이스로 건너가서 해산하였다.

### 태평양
2005년 4월 14일, 부대는 전투지원부대 편제를 적용받아서 제8전구지원사령부, 본부 및 본부중대로 재편성되었다. 이듬해 2006년 1월 11일에 제45군단지원단이 해체되고 제8전구지원사령부가 재소집되었다. 제45군단지원단 예하의 제125재무, 84공병대대, 일본 오키나와의 제10지역지원단를 예속받았다.
3월 2일, 사령부를 위한 고유부대휘장이 승인되었다.
2006년, 제125재무대대가 중대로 죽소되고 재소집된 제45지원여단으로 예속전환되었다. 7월, 대한민국 서울특별시에 있는 용산 기지에 주둔하고 있던 제8헌병여단이 대한민국에 남는 제94헌병대대와 이라크 전쟁에 파견된 제728헌병대대의 제57, 552헌병중대를 제외한 나머지 부대와 함께 스코필드 막사로 이사하였다. 9월 30일, 특수병력대대 예하에 제8인사소가 재소집되었다.
2008년, 제84공병대대가 재소집된 제130공병여단에 전속하였다.

## 부대

### 현재
- 특수병력대대
- 제8군사경찰여단 - 스코필드 막사; 2006년 7월, 전속
- 제130공병여단

### 주한 미군
- 제2공병단
- 제19종합지원단; 1968년 3월 1일 ~ 1970년 3월 1일
- 제20종합지원단; 1965년 11월 20일 ~ 1970년 3월 11일
- 제21직접지원단; 1965년 1월 1일 ~ 1970년 3월 11일
- 제23직접지원단; 1965년 11월 24일 ~ 1970년 3월 11일
- 제65의무단; 1962년 3월 11일 ~ 1968년 10월 1일, 제8군 예하 의무사령부 본부로 지정됨.
- 제69수송대대; 1950년 8월 ~ 1970년 3월 11일[5]
- 제202수송대대
- 제304통신대대
- 제728군사경찰대대
- 제8재고통제소
- 제4경리반
- 제21경리반

## 기록

### 소속
1. 제8군, 1956년;
2. 미국 태평양 육군, 2006년;

### 계보
- 1956년 7월 - Eighth Army Support Command
→제8군 지원사령부
- 1968년 3월 1일 - Eighth Field Army Support Command (8th FASCOM)
→제8야전군지원사령부
- 2005년 4월 14일 - Headquarter and Headquarter Company, 8th Theater Sustainment Command
→제8전구지원사령부, 본부 및 본부중대

## 같이 보기
- KCOMZ, 한국 전쟁 동안의 주한 미군 지원사령부.
- 제19원정지원사령부, 제8야전군지원사령부와 한국 지원사령부 이후의 주한 미군 지원사령부.

## 참고

### 인용
1. 1 2  “8th Sustainment Command: Shoulder Sleeve Insignia”. 《The Institute of Heraldry》 (영어). 문장학 연구소. 2017년 1월 31일에 원본 문서에서 보존된 문서. 2017년 1월 17일에 확인함.
2. 1 2  “8th Sustainment Command: Distinctive Unit Insignia”. 《The Institute of Heraldry》 (영어). 문장학 연구소. 2017년 1월 31일에 원본 문서에서 보존된 문서. 2017년 1월 17일에 확인함.
3. ↑  EUSA Chronology 1968, 7(9)쪽.
4. ↑  EUSA Chronology 1970, 11(9)쪽.
5. ↑  “69th Transportation Battalion” (PDF) (영어). 미국 육군 수송대. 2016년 12월 24일에 원본 문서 (PDF)에서 보존된 문서. 2016년 12월 29일에 확인함.

### 자료
- Lynch, Robert E. (1969년 10월 7일). “Operational Report - Lessons Learned, Headquarters, Eighth Field Army Support Command, Period Ending 30 April 1969, RCSCS For 65 (RI) (U)” (PDF) (영어). Department of The United States Army. 2017년 2월 11일에 원본 문서 (PDF)에서 보존된 문서. 2016년 12월 23일에 확인함.
- “EUSA Chronology June 1 - 31 December 1968” (PDF). 《koreanveterans.org》 (영어) (G3 Staff Historian's Office, Eighth Army). 2016년 9월 13일에 원본 문서 (PDF)에서 보존된 문서. 2019년 11월 22일에 확인함.
- “EUSA Chronology July 1 - 30 December 1969” (PDF). 《koreanveterans.org》 (영어) (G3 Staff Historian's Office, Eighth Army). 2016년 9월 13일에 원본 문서 (PDF)에서 보존된 문서. 2019년 11월 22일에 확인함.
- “EUSA Chronology January 1 - 30 December 1970” (PDF). 《koreanveterans.org》 (영어) (G3 Staff Historian's Office, Eighth Army). 2016년 9월 13일에 원본 문서 (PDF)에서 보존된 문서. 2019년 11월 22일에 확인함.